# داكور إغبيسون أكاندي
داكور إغبيسون أكاندي (بالإنجليزية: Dakore Egbuson-Akande)‏ (وُلدت باسم داكور أوموبولا إغبيسون (بالإنجليزية: Dakore Omobola Egbuson)‏) هي مُمثلة نيجيرية. وهي سفيرة لكُل من منظمة العفو الدولية ومُنظمة أمستل مالطا وأوكسفام الأمريكية.

## روابط خارجية
داكور إغبيسون أكاندي على موقع IMDb (الإنجليزية)